# Seto no Hanayome
Seto no Hanayome é um anime criado pela Avex Entertainment e GDH. É baseado no mangá feito por Kimura Tahiko, publicado desde 2002.
O autor também é o criador do mangá My name is Zushio (Yo no Na wa Zushio) do gênero Shonen.

## História
Nagasumi é um jovem que estuda na cidade de Saitama. Nas férias de verão, ele vai com seus pais a Seto, onde sua avó mora. Na praia de Seto. Nagasumi se afoga no mar, sendo salvo por uma Sereia chamada Sun, filha do chefe do clã de tritões e da Yakuza local, Gōzaburō Seto. A tradição diz que, sempre que um humano descobre sobre a existência de tritões, ele deve ser morto "katana com veneno de baiacu", junto com aquele que deixou ser descoberto pelo humano.
Mas, para evitar que algúem morra, a mãe de Sun propõe uma outra alternativa: que os dois se casem, o que manteria o segredo dentro da família, a contragosto do pai. Porém o pai de Sun, não querendo dar a mão de sua linda filha única resolve tentar matar Nagasumi secretamente. Agora Nagasumi tem que se adaptar a essa nova vida com sua esposa, os atentados à sua vida pelo seu sogro e outros antagonistas como a filha de um mafioso rival e um rico estudante interessado pela Sun.

## Personagens

### Família michishio
Nagasumi Michishio (満潮 永澄, Michishio Nagasumi)
Nagasumi é o protagonista da história, E é também o único da família com uma mente normal, além de sua avó. Quando a situação aperta, ele mostra seus poderes, como esquiva  sobrenatural e sentir o perigo iminente. Ele decide encarar seus medos de frente e aceitar a responsabilidade de tomar conta de Sun como sua esposa, apesar disso não tornar mais fácil para ele já que quase todos do clã Seto (exceto por Ren, mãe de Sun) que são contra sua união. Mais tarde ele realmente se apaixona por Sun.
Pai de Nagasumi (永澄の父, Nagasumi no Chichi)
O pai de Nagasumi é sempre mostrado como um coitado, devido ao amor de sua esposa por ele estar se acabando. Sempre que sua esposa se interessa por Masa, ele entra em depressão, quando ela oferece sua comida caseira a masa, e ele é mostrado engasgando com seu hamburguer e sendo torturado por seu chefe.
Mãe de Nagasumi (永澄の母, Nagasumi no Haha)
A mãe de Nagasumi é do tipo fácil de ser levada, e é apaixonada por Masa, o que o marido dela claro, odeia. Durante o anime, devidos eventos a distanciam mais ainda de seu marido.
Avó de Nagasumi (永澄の祖母, Nagasumi no Sobo)
Não aparece muito a não ser no início da série, é do tipo de pessoa gentil que ajuda seus familiares e vive uma vida simples. É a unica que acredita que Nagasumi viu uma sereia (Sun) e o encoraja em relação á joven donzela do clã de Seto

### Família Seto
San Seto (瀬戸 燦, Seto San)
San é a filha do chefe do clã Seto da Yakuza, Gōzaburō Seto. Ela acredita piamente no espirito cavalheirístico dos tritões, e é devotada a sua condição de esposa de Nagasumi. Ela tambe está apaixonada por ele. Enquanto ela não se tornar adulta, ela não pode controlar sua forma de humana quando toca a água, por isso em demasiadas situações Nagasumi se vê tento de esconder a forma de sereia de San dos outros humanos. Ela sempre fala da forma de escrever ninkyō (cavalheirismo) e ningyo (sereia(o)) para explicar suas ações honoráveis. Seu nome é relacionado ao mar de Seto.
Gōzaburō Seto (瀬戸 豪三郎, Seto Gōzaburō)
Gōzaburō é o chefe do clã Seto da yakuza da local dos tritões, e é uma pessoa revoltada porque não consegue entender o coração de seua filha san, nem ao fato dela ter de se casar com um mero humano para escolher sua identidade. Ele é respeitado por todos como chefe do clã, apesar de tomar umas surras de sua mulher Ren, por agir como um idiota. Ele devota sua inteira vida a tentar livrar sua amada filha da inconveniencia (para ele) do humano chamado Nagasumi.
Ren Seto (瀬戸 蓮, Seto Ren)
Ren é a mãe de san. Ela gosta de encorajar Nagasumi e San, E sempre tenta amenizar as situações causadas pelo seu marido para interferir com a relação dos dois. Ela juntamente de outros do clã Seto se mudam para a escola de Nagasumi, aonde ela passa a trabalhar como enfermeira. Seu nome é relacionado a "Siren", que é uma entidade mitológica grega com uma bela voz, e que é comumente relacionada a sereias.

### Membros do Grupo Seto
Masa (政)
Masa é a mão direita de Gozaburou. Masa é quem, atraves de ressuscitação boca-a-boca, “roubou” o primeiro beijo de Nagasumi e seu segundo beijo também. Ele se transfere junto com o grupo Seto para a escola de Nagasumi, aonde dá aulas de matemática, que na verdade não tem relação nenhuma com matemática em si. Toda vez que Masa aparece em cena junto com Nagasumi, Nagasumi fica emocionado e faz cara de apaixonado, falando o nome: "Masa-san", eroticamente. Masa é um dos únicos que não é contra o relacionamento Nagasumi-Sun.
Maki (巻)
"Concha giratória" Maki é uma assassina trabalhando para o grupo Seto, bem como uma amiga devotada de San. Ela, como Gozaburou, não gosta da ideia de "perder" Sun para Nagasumi, e sempre tenta distrair Sun com conversa mole para poder atirar em Nagasumi com seu canhão d'água. Ela também acha que Nagasumi e Lunar deveriam ficar juntos para deixar Sun em paz.
Shark Fujishiro (シャーク藤代, Shāku Fujishiro)
Shark (tubarão) é um dos membros do grupo Seto, usado inicialmente para atacar Nagasumi. Em forma humana ele é um homem loiro que dá aulas de educação física na esola de Nagasumi.  Em sua mente, quanto mais cedo Nagasumi morrer, mais cedo eles poderão retornar para o mar de Seto.  Ele geralmente tenta "devorar" Nagasumi e outros pobres coitados que cruzam seu caminho. Para ele basta devorar os causadores de problemas, sejam os fãs otakus de San ou Lunar, Nagasumi, ou qualquer outro.
Octopus Nakajima (オクトパス中島, Okutopasu Nakajima)
"Polvo" Nakajima é outro membro do grupo Seto, e é também um polvo. Ele também se torna professor de culinária na escola de Nagasumi, porém, ele passa toda a série em sua forma de polvo gigante, o que é ridiculo, dado que qualquer um seria capaz de perceber os longos tentaculos saindo pela estrutura do prédio.

### Outros
Kai Mikawa (三河 海, Mikawa Kai)
Kai é o garoto mais rico do japão, o filho de 14 anos do dono da multi-milhionária corporação Mikawa. Ele é rival de Nagasumi e quer Sun para ele. Ele é também uma baleia assassina de outro grupo de tritões. Toda vez que ele se molha ele vira uma enorme baleia assassina, ao contrário de San e Lunar que só ganham caudas de peixe. Ele também tem medo irracional de espaços claros e abertos, por isso ele viaja em submarinos e usa um traje espacial para sair em lugares abertos e claros. Seu nome é relacionado à baía Mikawa e "Oceano". Aparece primeiro no episódio 9.
Mawari Zenigata (銭形 巡, Zenigata Mawari)
Mawari é a filha do chefe da polícia na cidade natal de Nagasumi, e é amiga de infancia dele, bem como ser apaixonada por ele.  Ela sempre age como mediadora e tenta sempre resolver os problemas causados na escola e na cidade. Seu sonho é se tornar policial como seu pai.  Seu nome é relacionado à Zenigata Heiji e "Omawari-san" (uma forma gentil de dizer policial em japones).
Lunar Edomae (江戸前 留奈, Edomae Runa)
Lunar é amiga de infancia e rival de Sun. Ela usou seus poderes de voz de sereia para se tornar uma pop-star. Ela sofre de complexo de superioridade, chamando a si mesma usando "atashi-sama"(forma arrogante de falar de si mesmo), e está sempre tentando superar San. Ela inicialmente achou que Sun queria Nagasumi só para ela, e que nada poderia ser dela, por isso ela tenta roubar Nagasumi dela, tornando o seu escravo, já que Nagasumi também a viu em sua forma de sereia. Mais tarde ela se muda pra casa de Nagasumi também. Ela trata Nagasumi como um escravo, e o usa para superar Sun, mas depois começa a gostar dele. Seu nome é relacionado à Baía de Tóquio e à Lua.
Pai da Lunar (ルナパパ, Runa-Papa)
Nunca é chamado de outra coisa a não ser "Lunar Papa", com exceção do Gozaburou que o chama de maldito Edomae, é pai de Lunar e líder dogrupo Edomae. Ele tem 2 metros de altura, é louro, forte e sempre se veste de preto brilhante colado.  Lunar Papa é um homem de poucas palavras e foi modelado como o exterminador do futuro 2. É uma piada ao homem de ferro imortal, já que tudo que o atinge faz som de metal, e nada o detém.  Suas ações são sempre relacionadas aos filmes do exterminador, como afundando no fogo apontando o dedão pra cima dizendo em inglês: "I shall return". Mais tarde ele monta num Helicoptero com uma escopeta e persegue Nagasumi, como em outro filme. Ele sempre diz frases de efeito do exterminador. Apesar de sua aprencia ele ama sua filha e quer vê-la feliz, apesar de tomar umas surras dela quando faz coisas idiotas (como Gozaburou e Ren).
Hideyoshi Sarutobi (猿飛 秀吉, Sarutobi Hideyoshi)
Hideyoshi Sarutobi, mais conhecido como Saru (macaco em japones), é um velho amigo de Nagasumi, e é sempre visto como "o macaco tarado", Mais tarde ele se torna amigo e servo de Mikawa Kai (mais por interesse em dinheiro e poder). seu nome é relacionado à Sarutobi Sasuke e Toyotomi Hideyoshi. Ele as vezes aparece como o heremita e sábio Saru, que prevé o futuro. Ele também tem os "olhos Saru", cujo poder lhe proporciona medidas exatas sobre os tamanhos dos seios e o nível de "gostosura" das mesmas, ou seja, um poder de tarado.
Presidente de classe (委員長, Iinchou)
É amiga de Mawari. Enquanto que seu nome é desconhecido, seus amigos a chamam de "Iinchou"(presidente de classe). E apesar de ser a presidente, sua presença é quase que ignorada por todos, e ninguem a respeita. No episódio 15 é revelado que ela tem sentimentos por Nagasumi, fato que ela tenta esconder, pois é muito timida. Ela acaba se tornando a Last Amazoness, uma personagem criada por ela. para fugir de uma situação constrangedora entre ela e Seto San.